# Iluzja wstrząsu
Iluzja wstrząsu – zjawisko przeceniania przez ludzi długości i intensywności swoich przyszłych stanów emocjonalnych.
Ludzie oceniają zwykle, że jeśli dotknie ich jakieś nieszczęście, to będzie ono miało znacznie poważniejszy wpływ na ich stan emocjonalny, niż rzeczywiście ma. I na odwrót, w przypadku szczęśliwych wydarzeń ludzie przeceniają zwykle ilość zadowolenia, jakie one spowodują.